# Georg Ecker (Politiker, 1986)

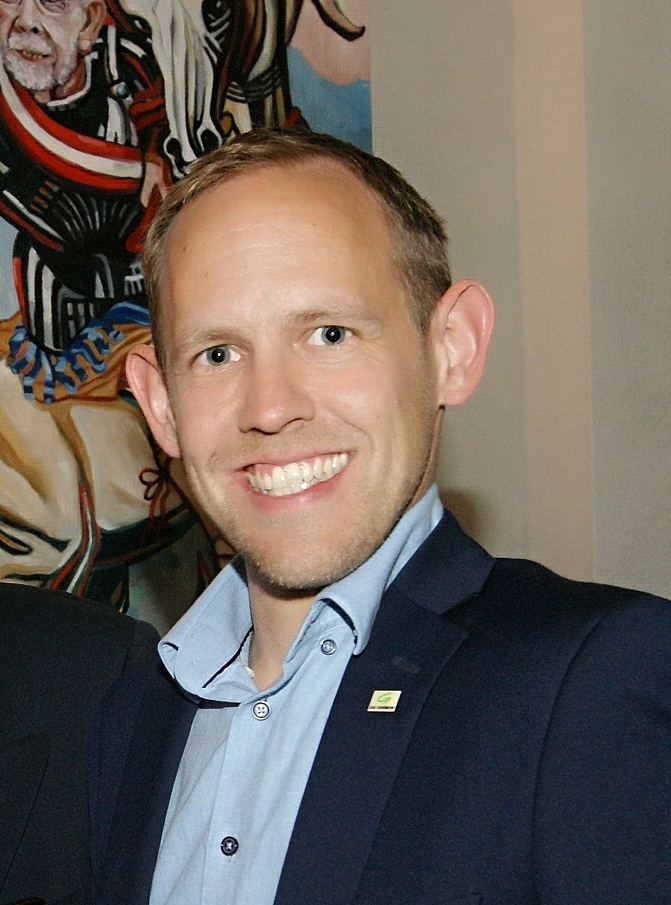
Georg Ecker (2019)

Georg Ecker (* 22. April 1986 in Hollabrunn) ist ein österreichischer Politiker (Die Grünen – Die Grüne Alternative). Seit März 2018 ist er Abgeordneter zum Landtag von Niederösterreich.

## Leben

### Ausbildung und Beruf
Georg Ecker besuchte das Bundesgymnasium und Bundesrealgymnasium Hollabrunn, wo er 2004 maturierte. Anschließend begann er ein Studium der Volkswirtschaftslehre an der Universität Wien, das er 2010 als Magister abschloss. Ein Auslandssemester absolvierte er 2009 an der University of Copenhagen. Ab 2010 studierte er an der FHWien Journalismus und Neue Medien, dieses Studium beendete er 2012 als Master of Arts (MA).
Parallel zum Studium war er von 2005 bis 2012 als Journalist für die Niederösterreichischen Nachrichten (NÖN) in Hollabrunn tätig, von 2011 bis 2014 war er Vortragender an der Wirtschaftsuniversität Wien für Advanced Microeconomics. Von 2012 bis 2016 war er bei der Rundfunk- und Telekom Regulierungs-GmbH (RTR) beschäftigt, seit 2016 ist er selbstständiger Programmierer.

### Politik
Georg Ecker war 2004 einer der Mitbegründer der Grünen Jugend Niederösterreich. Bei der Landtagswahl 2008 kandidierte er für die Grünen, schaffte allerdings den Einzug nicht.
Bei der Landtagswahl 2018 kandidierte er hinter Helga Krismer-Huber auf dem zweiten Platz der Landesliste. Am 22. März 2018 wurde er in der konstituierenden Landtagssitzung der XIX. Gesetzgebungsperiode als Abgeordneter zum Landtag von Niederösterreich angelobt. Zu seinen Schwerpunkten zählen Bildung, Europa, Kultur, Jugend, Netzpolitik und Wirtschaft. Bei der Gemeinderatswahl 2020 kandidierte er als Spitzenkandidat der Grünen in Hollabrunn.
Nach der Landtagswahl 2023 wurde er im Landtag zum Obmann des Europa-Ausschusses gewählt.